# Chloebora dimorpha
Chloebora dimorpha är en insektsart som först beskrevs av Boris Petrovich Uvarov 1930.  Chloebora dimorpha ingår i släktet Chloebora och familjen gräshoppor. Inga underarter finns listade i Catalogue of Life.